# (9386) Hitomi
(9386) Hitomi est un astéroïde de la ceinture principale.

## Description
(9386) Hitomi est un astéroïde de la ceinture principale. Il fut découvert le 5 décembre 1993 à Nyukasa par Masanori Hirasawa et Shohei Suzuki. Il présente une orbite caractérisée par un demi-grand axe de 3,19 UA, une excentricité de 0,23 et une inclinaison de 1,4° par rapport à l'écliptique.

## Compléments